# انتخابات ریاست‌جمهوری مقدونیه شمالی (۲۰۱۹)
انتخابات ریاست جمهوری مقدونیه شمالی (انگلیسی: 2019 North Macedonian presidential election) در ۲۱ آوریل ۲۰۱۹ برگزار شد و سه نامزد در دور اول رقابت‌ها شرکت کردند؛ استیوو پاندوروفسکی از حزب اتحادیه سوسیال دموکراتیک مقدونیه، گورداناسیلیانوفسکا-دافکووا از حزب ناسیونالیست اپوزیسیون حزب VMRO -DPMNE و بلریک رکا، نماینده مستقل اقلیت آلبانی. در دور اول هیچ‌کدام از کاندیداها اکثریت را به دست نیاوردند. اما در دور دوم انتخابات که در ۵ مه برگزار شد، استیوو پنداروفسکی برنده انتخابات شد.
گیورگه ایوانف رئیس‌جمهور کنونی بر اساس قانون اساسی نمی‌توانست برای سومین دور رئیس‌جمهور شود. وی پیش از این در سال‌های ۲۰۰۹ و ۲۰۱۴ برنده انتخابات ریاست‌جمهوری شده بود.

## پیشینه
اولین دور انتخابات در مقدونیه شمالی پس از توافقنامه پرسپا و بدنبال حل و فصل نامگذاری صورت گرفته که پیش از آن در تاریخ ۱۷ ژوئن ۲۰۱۸ به امضا رسید. همه‌پرسی در ۳۰ سپتامبر برگزار شد و اکثریت رای‌دهندگان این توافق را تصویب کردند. اگر چه شرکت در انتخابات بسیار کمتر از حد مطلوب بود اما به دلیل تحریم سازمان‌یافته‌ای که علیه توافق پرسپا و بلوک کردن آن وجود داشت، مجمع عمومی مقدونیه به تغییر نام کشور به «مقدونیه شمالی» در ۱۱ ژانویه ۲۰۱۹ رضایت داد و یونان پس از توافق و پروتکل الحاقی ناتو آن را تصویب کرد.

## سیستم انتخاباتی
رئیس‌جمهور مقدونیه شمالی از طریق نظام انتخاباتی دومرحله‌ای انتخاب می‌شود. یک کاندید تنها در دور اول رأی‌گیری می‌تواند انتخاب شود اگر Iهر کاندید درصورتیکه بیش از ۵۰ درصد از آرای رای‌دهندگان را به نام خود ثبت کند برنده خواهد شد. در غیر اینصورت در دور دوم انتخابات. آرای رأی دهندگان به یک نامزد باید حداقل ۴۰٪ باشد تا نتیجه قابل قبول باشد. قبل از سال ۲۰۰۹، براساس قانون اساسی در دور دوم نیاز به ۵۰ درصد آرا نیاز داشت که این میزان به ۴۰ درصد کاهش یافت.

## نظرسنجی‌ها
قبل و در میان دوره‌های رای‌گیری، چندین نظرسنجی انجام شد. درصد رای‌دهندگان زیر تنها مربوط به رای‌دهندگانی است که اعلام کردند برای یک نامزد مشخص رای خواهند داد.

## دور اول
| تاریخ انجام شده      | شرکت در رای‌گیری/مشتری    | اندازه نمونه/نوع | استیوو پنداریوفسکی/ SDSM | گوردونا سیلیانوفسکا-داوکوا سیلیانوفسکا/ ورمو دی‌وی‌آران | رکا/اتحاد آلبانی‌ها، بسا | پیشرو |
| -------------------- | ------------------------ | ---------------- | ------------------------ | ----------------------------------------------------- | ----------------------- | ----- |
| ۸–۱۴ آوریل ۲۰۱۹      | Rating Agency            | ۱٬۱۱۲/رو در رو   | ۴۵٫۵                     | ۳۹٫۵                                                  | ۱۵٫۰                    | ۶٫۰   |
| ۷–۱۱ آوریل ۲۰۱۹      | IDSCS/Telma&MCMS         | ۹۶۷/تلفن         | ۴۴٫۱                     | ۳۸٫۱                                                  | ۱۷٫۸                    | ۶٫۰   |
| ۴–۱۰ آوریل ۲۰۱۹      | M-Prospect/MRT           | ۱٬۱۹۷/تلفن       | ۴۳٫۲                     | ۳۸٫۸                                                  | ۱۸٫۰                    | ۴٫۴   |
| 10 Mar-۱۰ آوریل ۲۰۱۹ | Samerimpex Impulses/MCMS | ۱٬۱۴۷/آنلاین     | ۵۰٫۴                     | ۴۱٫۴                                                  | ۸٫۲                     | ۹٫۰   |
| ۲۳–۲۷ مارس ۲۰۱۹      | IPIS/Sitel               | ۱٬۱۱۰/تلفن       | ۴۵٫۹                     | ۴۲٫۷                                                  | ۱۱٫۳                    | ۳٫۲   |
| ۱۳–۱۹ مارس ۲۰۱۹      | M-Prospect/Telma&MCMS    | ۱٬۰۰۱/تلفن       | ۴۲٫۹                     | ۳۸٫۴                                                  | ۱۸٫۷                    | ۴٫۵   |

## دور دوم
| تاریخ (انجام شده) | شرکت در رای‌گیری/مشتری | اندازه نمونه/نوع | استیوو پنداریوفسکی/ SDSM | گوردونا سیلیانوفسکا/وردو د پی‌ام‌ان‌ئی | پیشرو |
| ----------------- | --------------------- | ---------------- | ------------------------ | ----------------------------------- | ----- |
| ۱۳–۱۹ مارس ۲۰۱۹   | M-Prospect/Telma&MCMS | ۱٬۰۰۱/تلفن       | ۵۵٫۳                     | ۴۴٫۷                                | ۱۰٫۶  |

## نتایج
برای پیروزی در دور اول، یک نامزد می‌بایست حداقل ۹۰۴٫۰۶۶ رای بدست آورد، معادل ۵۰٪ تعداد رأی دهندگان ثبت نام شده.
| نامزد                     | نامزد                      | حزب                          | مرحله اول | مرحله اول | مرحله دوم | مرحله دوم |
| نامزد                     | نامزد                      | حزب                          | Votes     | %         | Votes     | %         |
| ------------------------- | -------------------------- | ---------------------------- | --------- | --------- | --------- | --------- |
|                           | استیوو پاندوروفسکی         | اتحاد سوسیال دموکرات مقدونیه | ۳۲۲٬۵۸۱   | ۴۴٫۷۵     | ۴۳۶٬۲۱۲   | ۵۳٫۵۹     |
|                           | گوردانا سیلیانوفسکا-داوکوا | VMRO-DPMNE                   | ۳۱۸٬۳۴۱   | ۴۴٫۱۶     | ۳۷۷٬۷۱۳   | ۴۶٫۴۱     |
|                           | بلریم بکا                  | Independent                  | ۷۹٬۸۸۸    | ۱۱٫۰۸     |           |           |
| Invalid/blank votes       | Invalid/blank votes        | Invalid/blank votes          | ۳۲٬۶۹۶    | –         | ۳۰٬۴۴۰    | –         |
| Total                     | Total                      | Total                        | ۷۵۳٬۵۲۰   | ۱۰۰       | ۸۴۴٬۳۶۵   | ۱۰۰       |
| Registered voters/turnout | Registered voters/turnout  | Registered voters/turnout    | ۱٬۸۰۸٬۱۳۱ | ۴۱٫۶۷     | ۱٬۸۰۸٬۱۳۱ | ۴۶٫۷۰     |
| Source: SEC               |                            |                              |           |           |           |           |